# Oneirodidae

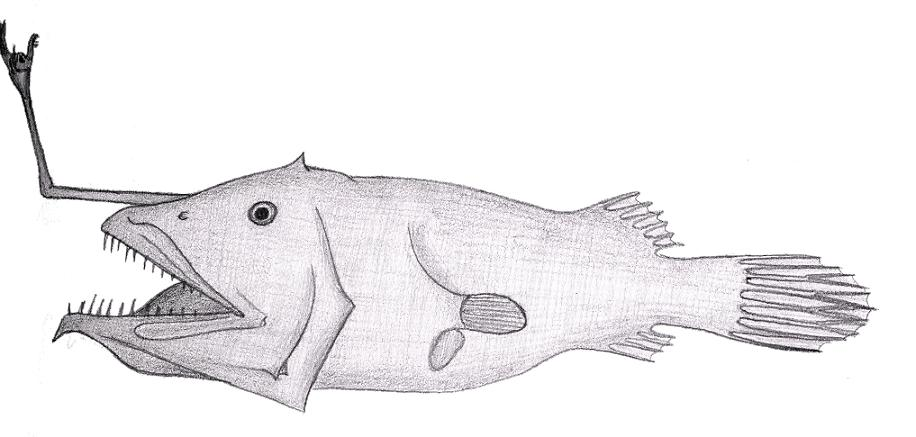
Oneirodes macrosteus.

Oneirodidae é uma família de peixes actinopterígeos da região abissal pertencentes à ordem Lophiiformes, que agrupa as espécies conhecidas por peixes-pescadores. A família agrupa cerca de 16 géneros e 62 espécies, distribuídas pelas águas profundas das regiões temperadas de todos os oceanos.

## Descrição
A família Oneirodidae, por vezes referidos por «peixes oníricos» ou «sonhadores» (em inglês: «dreamers»), são peixes marinhos abissais da orden Lophiiformes, com ampla distribuição natural nos oceanos Atlântico, Índico e Pacífico. O nome da família procede do deus grego Oneiros, deus dos sonhos.
A anatomia deste agrupamento taxonómico de peixes caracteriza-se por um corpo bolboso, muito semelhante à estrutura corporal dos restante Lophiiformes, com uma enorme mandíbula, com a pele totalmente nua, isto é desprovida de escamas, embora algumas fêmeas apresentam espinhos cutâneos curtos. São caracterizados por muito poucos raios na barbatana dorsal, apenas de 4 a 8, e aproximadamente os mesmos na barbatana anal.
As fêmeas são de coloração castanho escuro a preto em todo o corpo, sendo os machos também são de coloração castanho-escuro a preto, mas com a área nasal não pigmentadas. As fêmas apresentam externamente uma coloração castanho escuro a preto, excepto nos apêndices cefálicos e na porção distal do bulbo (esca). Os machos também são da mesma cor, exceto nas áreas nasais.
Vivem nos fundos da região abissal, caçando presas que atraem movendo o apêndice bioluminiscente (a esca), com formas muito variadas, que apresentam sobre a boca no extremo de um longo apêndice, o illicium, derivada do primeiro raio da barbatana dorsal modificada.
A família Oneirodidae constitui o maior e mais diverso grupo de peixes-pescadores (ou tamboris-de-profundidade), mas também o menos conhecido, com pelo menos 16 géneros, representados em geral por apenas um, dois ou três espécimes de fêmeas em cada uma das 62 espécies descritas.
Os membros desta família são encontrados em águas profundas e temperadas em todo o mundo. São peixes pequenos, com a maior espécie atingindo apenas cerca de 20 cm de comprimento total. O maior tamanho feminino conhecido é de cerca de 370 mm e o maior tamanho masculino conhecido é 16,5 mm.
Mais de metade das espécies desta famílias pertencem ao género Oneirodes.

## Sistemática

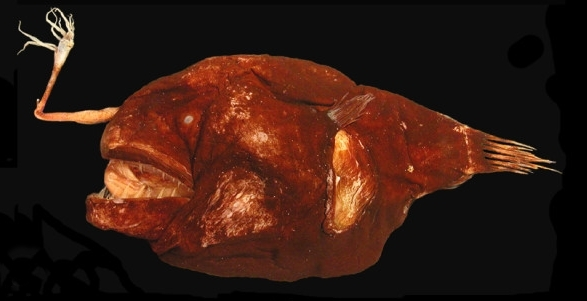
Chaenophryne quasiramifera

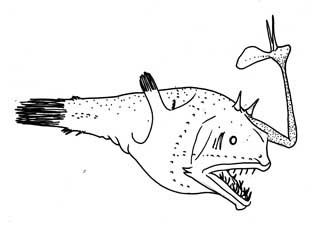
Danaphryne nigrifilis

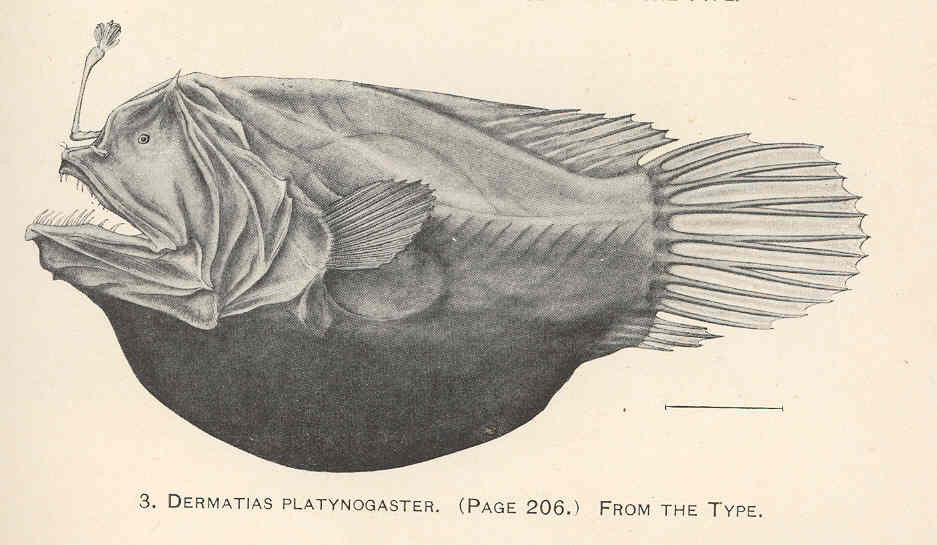
Dermatias platynogaster

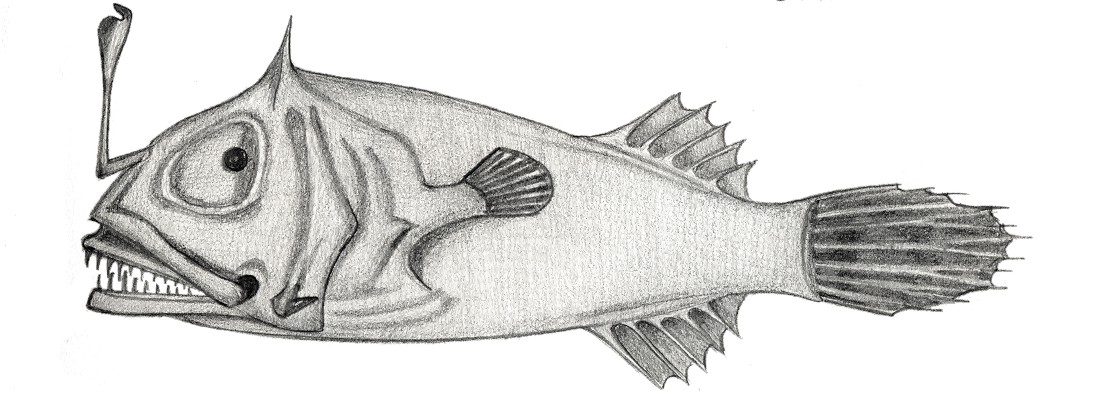
Leptacanthichthys gracilispinis

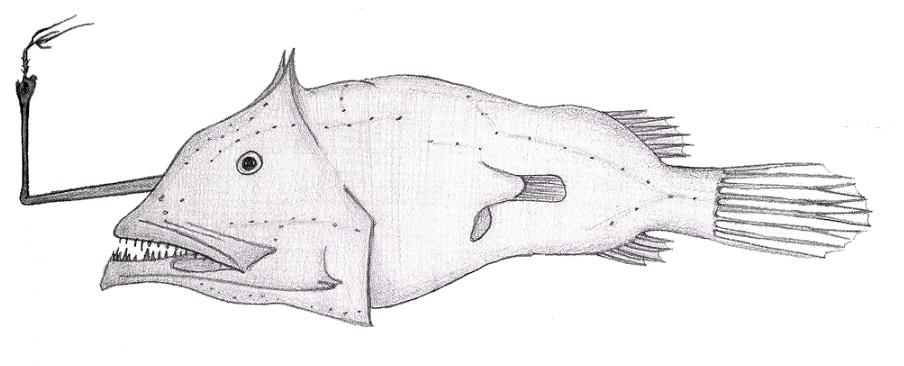
Oneirodes macronema

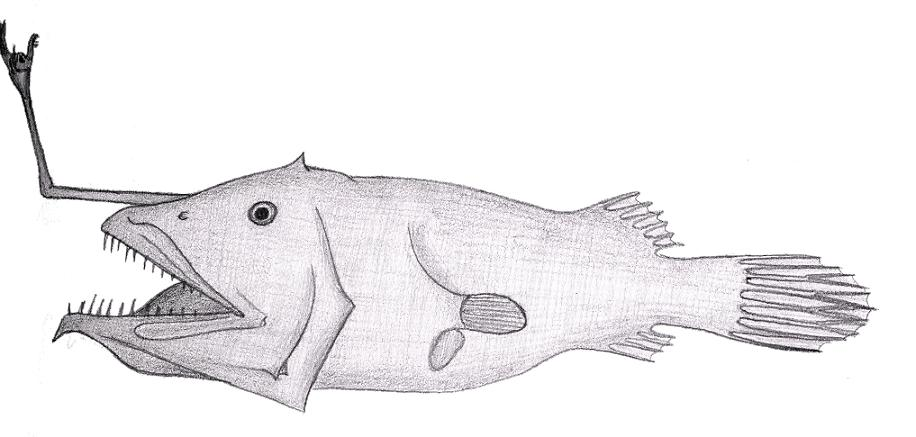
Oneirodes macrosteus

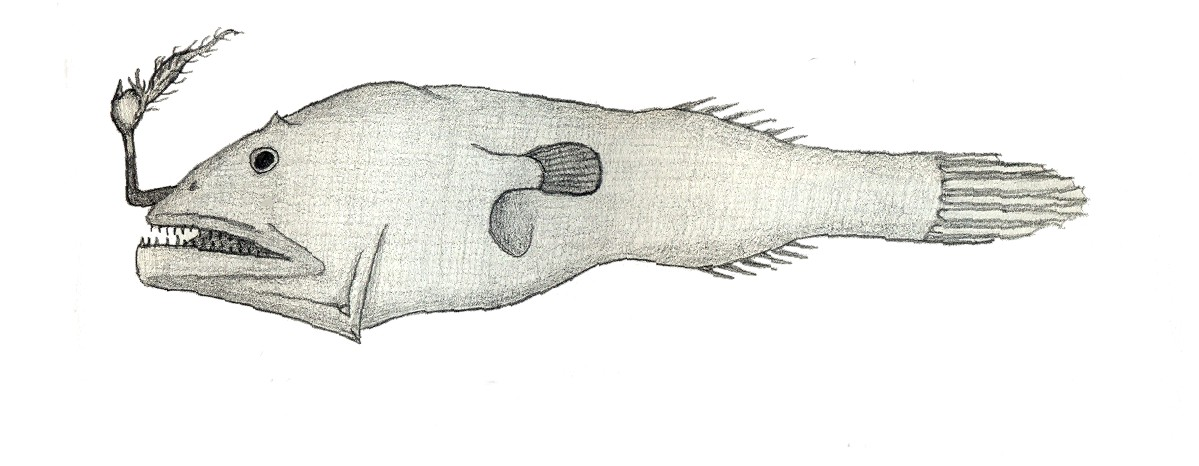
Penterichthys venustus

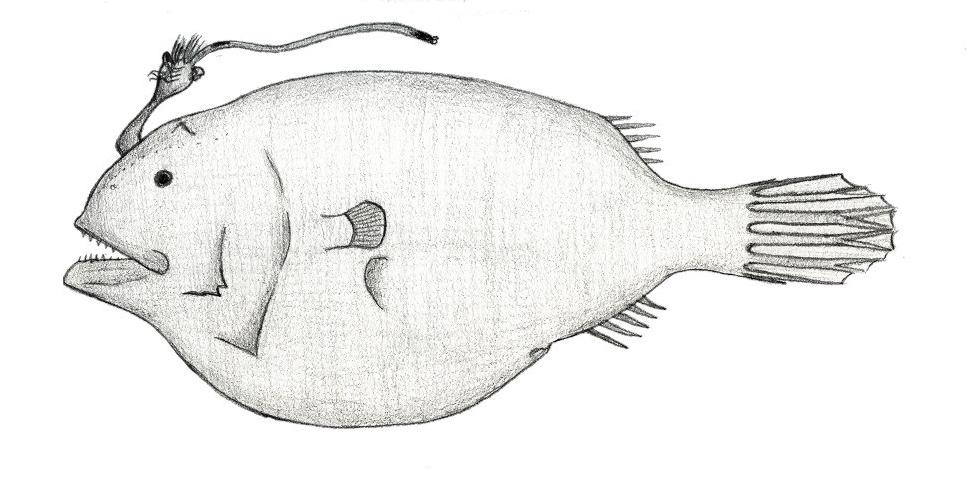
Phyllorhinichthys balushkini

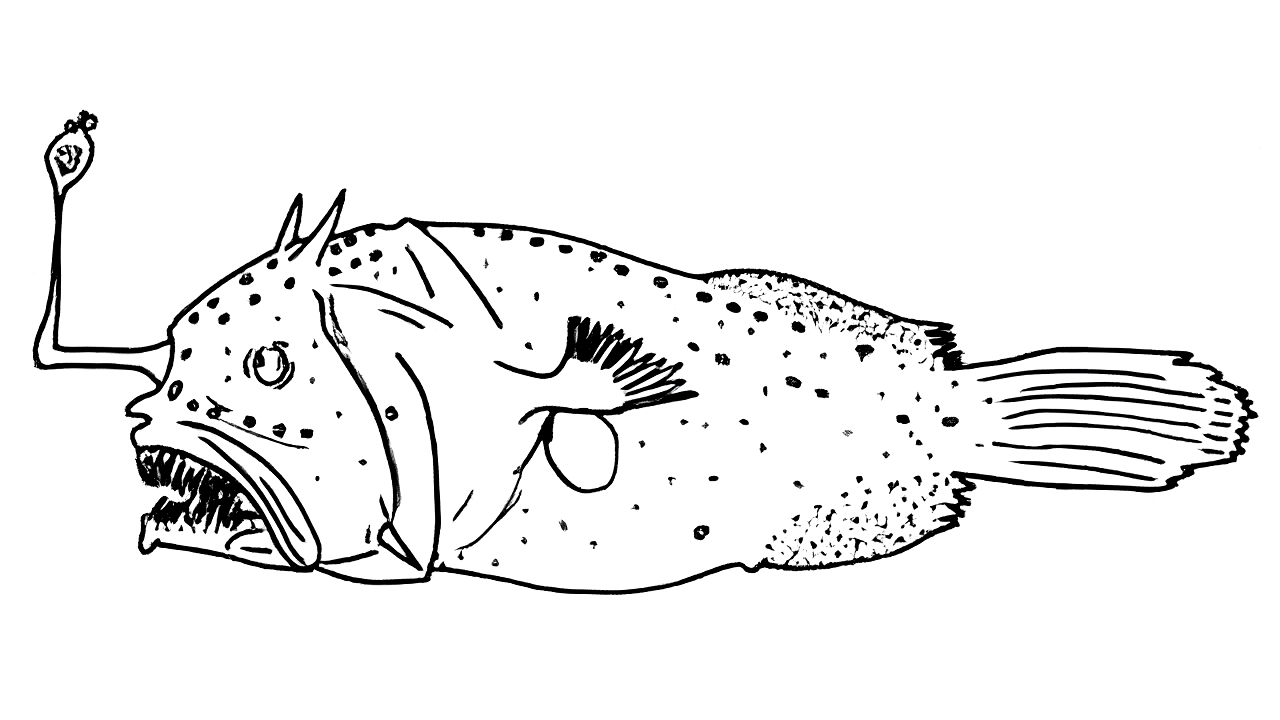
Puck pinnata

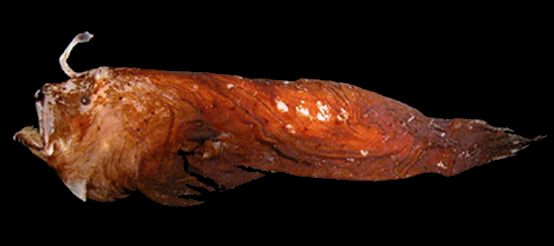
Spiniphryne duhameli

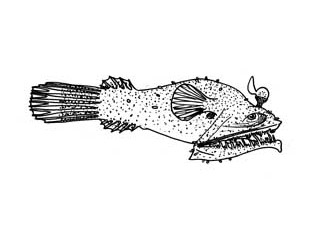
Tyrannophryne pugnax

Na sua presente circunscrição taxonómica a família inclui cerca de 65 espécies, repartidas por 16 géneros:
- Bertella
  - Bertella idiomorpha Pietsch, 1973.
- Chaenophryne
  - Chaenophryne draco Beebe, 1932.
  - Chaenophryne longiceps Regan, 1925.
  - Chaenophryne melanorhabdus Regan & Trewavas, 1932.
  - Chaenophryne quasiramifera Pietsch, 2007.
  - Chaenophryne ramifera Regan & Trewavas, 1932.
- Chirophryne
  - Chirophryne xenolophus Regan & Trewavas, 1932.
- Ctenochirichthys
  - Ctenochirichthys longimanus Regan & Trewavas, 1932.
- Danaphryne
  - Danaphryne nigrifilis (Regan & Trewavas, 1932).
- Dermatias
  - Dermatias platynogaster Smith & Radcliffe in Radcliffe, 1912.
- Dolopichthys
  - Dolopichthys allector Garman, 1899.
  - Dolopichthys danae Regan, 1926.
  - Dolopichthys dinema Pietsch, 1972.
  - Dolopichthys jubatus Regan & Trewavas, 1932.
  - Dolopichthys karsteni Leipertz & Pietsch, 1987.
  - Dolopichthys longicornis Parr, 1927.
  - Dolopichthys pullatus Regan & Trewavas, 1932.
- Leptacanthichthys
  - Leptacanthichthys gracilispinis (Regan, 1925).
- Lophodolos
  - Lophodolos acanthognathus Regan, 1925.
  - Lophodolos indicus Lloyd, 1909.
- Microlophichthys
  - Microlophichthys microlophus (Regan, 1925).
- Oneirodes
  - Oneirodes acanthias (Gilbert, 1915).
  - Oneirodes alius Seigel & Pietsch, 1978.
  - Oneirodes amaokai Ho, 2016.
  - Oneirodes anisacanthus (Regan, 1925).
  - Oneirodes appendixus Ni & Xu, 1988.
  - Oneirodes basili Pietsch, 1974.
  - Oneirodes bradburyae Grey, 1957.
  - Oneirodes bulbosus Chapman, 1939.
  - Oneirodes carlsbergi (Regan & Trewavas, 1932).
  - Oneirodes clarkei Swinney & Pietsch, 1988.
  - Oneirodes cordifer Prokofiev, 2014.
  - Oneirodes cristatus (Regan & Trewavas, 1932).
  - Oneirodes dicromischus Pietsch, 1974.
  - Oneirodes epithales Orr, 1991.
  - Oneirodes eschrichtii Lütken, 1871.
  - Oneirodes flagellifer (Regan & Trewavas, 1932).
  - Oneirodes haplonema Stewart & Pietsch, 1998.
  - Oneirodes heteronema (Regan & Trewavas, 1932).
  - Oneirodes kreffti Pietsch, 1974.
  - Oneirodes luetkeni (Regan, 1925).
  - Oneirodes macronema (Regan & Trewavas, 1932).
  - Oneirodes macrosteus Pietsch, 1974.
  - Oneirodes melanocauda Bertelsen, 1951.
  - Oneirodes micronema Grobecker, 1978.
  - Oneirodes mirus (Regan & Trewavas, 1932).
  - Oneirodes myrionemus Pietsch, 1974.
  - Oneirodes notius Pietsch, 1974.
  - Oneirodes parapietschi Prokofiev, 2014.
  - Oneirodes pietschi Ho & Shao, 2004.
  - Oneirodes plagionema Pietsch & Seigel, 1980.
  - Oneirodes posti Bertelsen & Grobecker, 1980.
  - Oneirodes pterurus Pietsch & Seigel, 1980.
  - Oneirodes quadrinema Ho, 2016.
  - Oneirodes rosenblatti Pietsch, 1974.
  - Oneirodes sabex Pietsch & Seigel, 1980.
  - Oneirodes sanjeevani Rajeeshkumar, 2017.
  - Oneirodes schistonema Pietsch & Seigel, 1980.
  - Oneirodes schmidti (Regan & Trewavas, 1932).
  - Oneirodes sipharum Prokofiev, 2014.
  - Oneirodes theodoritissieri Belloc, 1938.
  - Oneirodes thompsoni (Schultz, 1934).
  - Oneirodes thysanema Pietsch & Seigel, 1980.
  - Oneirodes whitleyi Bertelsen & Pietsch, 1983.
- Pentherichthys
  - Pentherichthys venustus (Regan & Trewavas, 1932).
- Phyllorhinichthys
  - Phyllorhinichthys balushkini Pietsch, 2004.
  - Phyllorhinichthys micractis Pietsch, 1969.
- Puck
  - Puck pinnata Pietsch, 1978.
- Spiniphryne
  - Spiniphryne duhameli Pietsch & Baldwin, 2006
  - Spiniphryne gladisfenae (Beebe, 1932).
- Tyrannophryne
  - Tyrannophryne pugnax Regan & Trewavas, 1932.